# Balataea aegeriaeformis
Balataea aegeriaeformis är en fjärilsart som beskrevs av Alberti 1954. Balataea aegeriaeformis ingår i släktet Balataea och familjen bastardsvärmare. Inga underarter finns listade i Catalogue of Life.